# Shamil Abbiasov
Shamil Abbiasov (Unión Soviética, 16 de abril de 1957) es un atleta soviético retirado especializado en la prueba de triple salto, en la que consiguió ser campeón europeo en pista cubierta en 1981.

## Carrera deportiva
En el Campeonato Europeo de Atletismo en Pista Cubierta de 1981 ganó la medalla de bronce en el salto de longitud, con un salto de 7.95 metros, tras el suizo Rolf Bernhard  (oro con 8.01 metros) y el español Antonio Corgos (plata con 7.97 metros). Y también ganó la medalla de oro en el triple salto, logrando llegar hasta los 17.30 metros que fue récord del mundo.